# Бланчард (Луїзіана)
Бланчард (англ. Blanchard) — місто (англ. town) в США, в окрузі Каддо штату Луїзіана. Населення — 3538 осіб (2020).

## Географія
Бланчард розташований за координатами 32°34′48″ пн. ш. 93°53′6″ зх. д. / 32.58000° пн. ш. 93.88500° зх. д. (32.580106, -93.884970).  За даними Бюро перепису населення США в 2010 році місто мало площу 10,34 км², з яких 10,34 км² — суходіл та 0,00 км² — водойми.

## Демографія
Згідно з переписом 2010 року, у місті мешкало 2899 осіб у 1144 домогосподарствах у складі 838 родин. Густота населення становила 280 осіб/км².  Було 1197 помешкань (116/км²).
Расовий склад населення:
| - 89,1 % — білих - 7,8 % — чорних або афроамериканців - 0,7 % — корінних американців - 0,4 % — азіатів |

До двох чи більше рас належало 1,6 %. Частка іспаномовних становила 2,4 % від усіх жителів.
За віковим діапазоном населення розподілялося таким чином: 24,7 % — особи молодші 18 років, 63,6 % — особи у віці 18—64 років, 11,7 % — особи у віці 65 років та старші. Медіана віку мешканця становила 37,3 року. На 100 осіб жіночої статі у місті припадало 95,7 чоловіків;  на 100 жінок у віці від 18 років та старших — 90,9 чоловіків також старших 18 років.
Середній дохід на одне домашнє господарство  становив 71 484 долари США (медіана — 64 189), а середній дохід на одну сім'ю — 82 473 долари (медіана — 72 250). Медіана доходів становила 56 782 долари для чоловіків та 35 337 доларів для жінок. За межею бідності перебувало 5,3 % осіб, у тому числі 5,8 % дітей у віці до 18 років та 8,5 % осіб у віці 65 років та старших.
Цивільне працевлаштоване населення становило 1538 осіб. Основні галузі зайнятості: освіта, охорона здоров'я та соціальна допомога — 24,6 %, транспорт — 9,4 %, виробництво — 7,9 %, науковці, спеціалісти, менеджери — 7,3 %.